# Castell Sespasa
El Castell Sespasa, o Castell de s'Espasa, és un edifici del municipi de Montagut i Oix (Garrotxa) declarat bé cultural d'interès nacional.

## Descripció
Es conserven restes de murs situades al cim d'unes altes roques verticals damunt la Gorja d'en Roca, proper al poble de Sadernes. Actualment resta únicament un pilot de carreus ben tallats, molt escampats, fent impossible de descobrir la primitiva planta. Es dedueix que mai va ser una fortalesa sinó, únicament, un petit reducte fortificat on hi havia destacats alguns homes per tal de vigilar el pas vers les terres de Sant Aniol i Bassegoda i d'ací a França. Quasi a l'entrada de la gorja coneguda pel "Pas d'en Roca" s'eleva el penyal on hom localitza el castell s'Espasa o castell d'Espada. "Del castell d'Espasa - informa Grabolosa- romanen només les ruïnes; són al damunt d'una grandiosa peanya que, en certa manera, clou l'engorjat. Sembla que fou una fortificació modesta que havia romàs a la família d'aquest llinatge, del qual no en sabem res". Atesa la fesomia del penyal, és fàcil de presumir que el nom "d'espasa" fou aplicat per raó del penya-segat.

## Història
Fortalesa documentada el 1261. Molt possiblement aquest "castell" va pertànyer a la baronia de Sales -si se l'identifica amb "Cespata" o " Rocas de Spata"-: El primer apareix esmentat a la divisió de béns que es fa entre les tres filles d'Alemanda i Arnau de Sales, juntament amb el castell del mateix nom. "Cerpasa" amb tots els seus drets i pertinences passaren a Ermessendi de Sales, juntament amb el castell del mateix nom. El segon terme apareix esmentat en un document del 1261 en el que Ramon d'Empúries, senyor de Sales, rep del seu pare les possessions i els homes dels castells de Sales, Beuda i Rocas de Spata.

## Jaciment
És un jaciment que data del Paleolític i el Bronze Final, es troba entre dos impressionants tallats de roca calcària, després de travessar un pont romanic i passar per sobre la riera. S'hi han trobat fragments d'indústria lítica i dues destrals de Bronze. S'ha documentat com un taller de sílex, i en l'any 1949 es va declarar Bé Cultural d'Interés Nacional.
S'hi han trobat importants fragment d'indústria lítica que confirmaria l'existència de pobladors en aquest territori durant el Paleolític i el Bronze Final. Aquestes troballes van ser descobertes pel Dr. Narcís Soler i el Sr. Ramon Secrest i en el 25 de març de 1973 el Dr. Oliva i Prat va recollir dues destrals de Bronze, en el programa de visita de l'Associació Arqueològica de Girona que indicaria que en el seu moment va ser un lloc o centre de producció i explotació dels materials lítics: un taller de sílex.